# Tihooceanska flota
Tihooceanska flota (rusko Тихоокеанский флот, latinizirano: Tihookeanski flot) je flota Ruske vojne mornarice v Tihem oceanu. Je druga največja med petimi ruskimi flotami in poleg Severne edina z jedrskimi podmornicami.

## Zgodovina
Ustanovljena je bila 21. maja 1731 kot Ohotska vojna flotilja za potrebe transporta državnih dobrin na Kamčatko. Leta 1854 se mornarji flotilje udeležijo krimske vojne, leta 1856 pa se enota preimenuje v Sibirsko vojno flotiljo. Ob prelomu stoletja je bila številčnost flotilje še vedno skromna, zaradi napetosti v odnosih z Japonsko pa so bile za floto naročene nove ladje. Zaradi počasne izdelave in porazov v spopadih z Japonsko vojno mornarico, se je Ruska vojna mornarica flotiljo odločila okrepiti z ladjami Baltske flote. Plovila so bila nameščena na sedežu Sibirske vojne flotilje v Vladivostoku (sedem bojnih ladij in osem križark) in v najetem oporišču Port Artur (dve križarki in dve minski križarki). Med rusko-japonsko vojno v letih 1904–1905 je bila večina sil Sibirske vojne flotilje uničena, v bitki pri Cušimi pa je bila poražena še Baltska flota. 
Sodobna Tihooceanska flota je bila ustanovljena po japonski agresiji v Mandžuriji 13. aprila 1932 kot Pomorske sile Daljnega vzhoda. Januarja 1935 se enota se preimenuje v Tihooceansko floto, leta 1937 pa je bila odprta Tihooceanska vojaška šola.
Med drugo svetovno vojno je bila enota v neprestanem stanju pripravljenosti, čeprav je v vojni Sovjetska zveza ostala nevtralna do Japonske. Več kot 140.000 mornarjev Tihooceanske flote je bilo vključenih v strelske polke in druge enote na fronti z Nemčijo v Evropi. V času sovjetsko-japonske vojne avgusta 1945 je enota štela dve križarki, enega rušilca vodjo, deset rušilcev in 78 podmornic, ki so bili udeleženi pri zasedbi severne Koreje, južnega Sahalina in Kurilskih otokov. 
5. maja 1965 Tihooceanska flota prejme odlikovanje red rdeče zastave. Po napovedi Združenega kraljestva, da bo svoje enote do leta 1971 umaknilo s Sueškega prekopa, začne leta 1968 krepiti svojo prisotnost v Indijskem oceanu z ustanovitvijo 8. operativne eskadre. Ta je imela v regiji pomembno vlogo kot protiutež Ameriški vojni mornarici in kot element sovjetske zunanje politike (obiski na indijski podcelini, v Perzijskem zalivu in v Vzhodni Afriki). Leta 1981 je Tihooceanska flota utrpela izgubo več visokih častnikov, vključno s svojim poveljnikom admiralom Emilom Spiridonovim, ko se je letalo Tupoljev Tu-104 na poti iz Leningrada v Vladivostok zrušilo kmalu po vzletu z letališča Puškin. Umrlo je skupno 16 admiralov in generalov, pa tudi 38 nižjih častnikov.
V 80. letih 20. stoletja je Sovjetska vojna mornarica začela slediti strategiji bastijona. Za ta namen je bilo okrepljeno Ohotsko morje. Sredi 80. let je Tihooceanska flota skupno štela okrog 800 plovil, med njimi več kot 120 podmornic in 98 ladij. Med njimi sta letalonosilki razreda Krečjet Minsk in Novorossijsk, pa tudi težka jedrska raketna križarka razreda Orlan Admiral Lazarev.

### Operacija »Samotni postopač«(1982)
V začetku 80. let je prišlo do ostrega poslabšanja odnosov med Sovjetsko zvezo in ZDA in do leta 1982 je postalo Sovjetski zvezi jasno, da poskuša Washington jedrsko ravnotežje med velesilama prevesiti v svojo korist. Oktobra 1981 je vlada Ronalda Reagana predstavila velik program strateške modernizacije s tisoči dodatnih bojnih glav in novimi načini njihove dostave. Marca 1983 je bila predstavljena še Strateška obrambna pobuda, s katero bi ZDA ustvarile balistični ščit in Sovjetski zvezi preprečile možnost povračilnega jedrskega udara, s tem pa bi lahko pridobile možnost prvega jedrskega udara. Da bi takšen udar preprečila, je Sovjetska zveza začela pošiljati svoje jurišne jedrske podmornice na patruljna območja ameriških strateških jedrskih podmornic. Pred ponovno stabilizacijo jedrskega ravnotežja v času razoroževanja v drugi polovici 80. let, so bile izpeljane štiri takšne večje operacije: »Aport« (1985) in »Atrina« (1987) na Severni ter »Sveži veter« (1983–1984) in »Brkata sinica« (1985) na Tihooceanski floti.
Dodatni razlog za operacije je uvedba novega razreda strateških jedrskih podmornic Ohio po letu 1981 v Ameriški vojni mornarici. Ena podmornica tega razreda je imela s 24 izstrelki Trident večjo ognjeno moč kot deset podmornic predhodnih razredov George Washington in Ethan Allen. Sovjetska vojna mornarica je odprave za iskanje patruljnih območij podmornic razreda Ohio v Tihem oceanu izvedla v letih 1982–1985. 
Prva odprava leta 1982 pod kodnim imenom »Samotni postopač« (rusko Одинокий странник, Odinoki stranik) je potekala ob zaključku večjih vaj Tihooceanske flote in hkrati tik pred veliko nepričakovano vajo Ameriške vojne mornarice »FleetEx-82« septembra 1982. Ta je bila načrtovana skladno z novo vojaško doktrino Ameriške vojne mornarice, ki je bila napisana leta 1982 in je bila prva v seriji velikih pomorskih vaj »FleetEx« v Tihem oceanu v 80. in 90. letih, v katerih so ZDA simulirale napade svojih letalonosilk na pomorska oporišča sovjetske Tihooceanske flote.
V vaji »FleetEx-82« je udarna skupina letalonosilk Enterprise in Midway 12. septembra 1982 z okrog 30 ladjami manevrirala 300 morskih milj jugovzhodno od Petropavlovsk-Kamčatskega in s svojimi letali izvajala polete do 150 km od obale. Vrhovni poveljnik mornarice admiral Sergej Gorškov je operacijo označil za nič manj kot »sovjetski Pearl Harbour«. Vaja je bila veliko presenečenje za Sovjetsko zvezo in admiral Gorškov je takoj naročil poslati fregato in tri jurišne jedrske podmornice razreda Ščuka za njihovo sledenje. Fregata je vzpostavila stik z ameriškimi ladjami, podmornice pa so se pri tem soočale s težavami. Tudi pomorsko letalstvo z zastarelimi letali MiG-19 in MiG-21 ni moglo spremljati ameriških letal F-14, saj zaradi slabega vremena niso mogla vzleteti. 13. in 14. septembra je Ameriška vojna mornarica izvedla še vaje ob Kurilih in se nato usmerila južneje, v Japonsko morje, kjer je ameriške ladje spremljal večji odred sovjetskih ladij iz Vladivostoka.
Operacija »Samotni postopač« se je začela, ko je podmornica najnovejšega razreda Ščuka K-492 med 11. in 12. septembrom 1982 prispela pred pomorsko oporišče 17. eskadre ameriških strateških podmornic Bangor v Tihem oceanu. Bila je del 45. divizije podmornic v Viljučinsku, Kamčatka, ki je bila pod poveljstvom kontraadmirala Igorja Gordejeva, bivšega komandirja podmornice K-492. Podmornica je pod poveljstvom kapitana 2. stopnje Vladimirja Dudka na operaciji »Samotni postopač« odplula do ožine Juan de Fuca, kjer je manevrirala pet morskih milj od obale na globinah okrog 100 m v zahtevnih razmerah plovbe z intenzivnim tovornim in ribiškim prometom. Zaradi večje vizualne neopaznosti podmornice na periskopski globini so bili nadvodni deli so bili zakamuflirani. Podmornica je na razdalji dveh morskih milj odkrila in sledila prvi podmornici razreda Ohio, Ohio. Poleg snemanja akustičnega podpisa strateške jedrske podmornice je bila potrebna demonstracija moči, torej vzajemno odkritje obeh podmornic. Za tem se je ameriška podmornica 17 ur brez uspeha poskušala ločiti od sovjetske in pri tem vstopila v kanadske teritorialne vode. Admiral Gorškov je takrat dejal: »Strateško ravnotežje je ponovno vzpostavljeno. Komandir je izpolnil zadano supernalogo«. ter dodal: »Ne morete si predstavljati, kaj so naredili«. Nato je takoj odletel v Moskvo. Med 13. in 14. septembrom je podmornica Ohio ponovno poskušala zapustiti oporišče Bangor, vendar je tudi tokrat odkrila sovjetsko podmornico K-492 in se ponovno vrnila v oporišče. S tem se povezuje nenadni konec ameriških vaj ob Kamčatki. Konec septembra je Ohio ponovno poskušal zapustiti oporišče Bangor in bil spet odkrit s strani sovjetske podmornice, ki ga je pregnala v mreže lokalnih ribičev, nakar je bil odvlečen v dok in postavljen na remont za dva tedna. Šele oktobra je Ameriki uspelo spraviti svojo najnovejšo strateško jedrsko podmornico na prvo bojno patruljo. Zaradi svoje mladosti komandir Dudko ni prejel odlikovanja heroj Sovjetske zveze. Dudko opisuje tehnične lastnosti jurišnih jedrskih podmornic tretje generacije razreda Ščuka kot osnovo za operacije v letih 1982–1985, saj so ponujale »v osnovi nove metode digitalne obdelave hidroakustičnih signalov in ovrednotenja hidroakustičnega polja jedrskih podmornic, kar je komandirju omogočalo razviti v osnovi nove taktične načine zagotavljanja neopaznosti in iskanja površinskih in podvodnih ciljev [...]«. To je omogočilo nove možnosti bojevanja in je izničilo vsestransko premoč ameriških jedrskih podmornic, ki je izhajala iz njihove neopaznosti in tihosti brez primere v primerjavi z našimi podmornicami in ladjami.

### Operacija »Sveži veter«(1983–1984)
V okviru operacije »Sveži veter« (rusko Свежий ветер, Sveži veter) so bile med 5. novembrom 1983 in 19. januarjem 1984 v ožino Juan de Fuca poslane tri podmornice razreda Ščuka: K-360 kapitana 2. stopnje Grigorija Butakova, K-507 kapitana 1. stopnje Anatolija Poznjakova in K-412 kapitana 2. stopnje Viktorja Kapuška. Posadka podmornice K-360 je odkrila, sledila in posnela akustični portret najnovejše podmornice razreda Ohio Michigan, ki je bila na tovarniškem preizkušanju pred predajo vojni mornarici, v Aljaškem zalivu pa je sledila še podmornici Ohio. Komandir Butakov je bil za odpravo odlikovan z redom rdeče zvezde.

### Operacija »Brkata sinica«(1985)
Poleti 1985 je potekala zadnja in največja v seriji iskalnih protipodmorniških operacij podmornic Tihooceanske flote, »Brkata sinica« (rusko Усатая синица, Usataja sinica – brkata sinica). Udeležile so se je štiri podmornice razreda Ščuka – K-492 pod poveljstvom kapitana 2. stopnje Olega Lobanova, K-412 pod poveljstvom kapitana 3. stopnje Sergeja Golobokova, K-360 pod poveljstvom kapitana 2. stopnje Viktorja Kuliša in K-242 pod poveljstvom kapitana 1. stopnje Viktorja Bondarenka, pa tudi vohunska ladja Azija, hidrografska ladja Sever ter štiri protipodmorniška letala Tu-142. 
Vrhunec operacije je bil med 26. in 27. avgustom 1985, ko so sovjetske podmornice blokirale vse pristope v oporišče Bangor in niso odkrili niti ene strateške jedrske podmornice, ki bi jo poskušala zapustiti. Podmornica K-492 je pozneje v podvodnem kanjonu na območju Otočja kraljice Charlotte odkrila strateško jedrsko podmornico Florida in ji sledila.

### Novejša zgodovina
V 90. letih je Tihooceanska flota izgubila veliko večjih ladij in podmornic. Izgubljeni sta bili obe letalonosilki in težka jedrska raketna križarka, poveljniška ladja pa je postala raketna križarka razreda Atlant Varjag. Po letu 2017 se prične Tihooceanska flota krepiti z novimi korvetami razreda Steregušči in dizel-električnimi podmornicami razreda Varšavjanka, prejme tudi modernizirani rušilec razreda Fregat. Leta 2021 je izvedla največje mornariške vaje v svoji posovjetski zgodovini, in sicer so v bližini Havajev delovali jedrska podmornica, raketna križarka, dva raketna rušilca, štiri korvete in tri pomožne ladje, ki so v sodelovanju z bombniki Tu-22M in Tu-95 simulirali napad na ameriško udarno skupino letalonosilke.
Za obdobje po letu 2003 so značilne vsakoletne vojaške vaje z Indijo, po letu 2012 pa tudi s Kitajsko. Poleg tega je leta 2021 Rusija izvedla prvo mornariško vajo ARNEX z državami ASEAN (Indonezija, Vietnam).
Od leta 2012 do 2023 je bil poveljnik Tihooceanske flote admiral Sergej Avakjanc, ki je na položaju zamenjal viceadmirala Konstantina Sidenka. Najresnejši favorit za njegovo menjavo je bil do leta 2022 poveljnik Črnomorske flote admiral Igor Osipov. 21. aprila 2023 je postal poveljnik Tihooceanske flote Viktor Nikolajevič Liina.

## Sestava
Tihooceanska flota je del Vzhodnega vojaškega okrožja. Ladje:
- Primorska flotilja (Vladivostok):
  - 36. divizija ladij (Vladivostok):
    - Raketna križarka razreda Atlant:
      - Varjag (aktivna)[16]

    - Raketni rušilec razreda Fregat:
      - Admiral Tribuc (aktiven)[17][18]
      - Maršal Šapošnikov (aktiven)[19]
      - Admiral Vinogradov (v modernizaciji)[20]
      - Admiral Panteljejev (aktiven)[21]

  - 165. brigada ladij (Vladivostok):
    - Korveta razreda Steregušči (5)[22]

  - 19. brigada podmornic (Vladivostok):
    - Dizel-električna podmornica razreda Paltus (1)[23]
    - Dizel-električna podmornica razreda Varšavjanka (6, od tega 1 v Baltskem morju)[24][25][26][27][28]
- 16. eskadra podmornic reda rdeče zastave (Viljučinsk):
  - 25. divizija podmornic (Viljučinsk):
    - Strateška jedrska podmornica razreda Borej:
      - Aleksandr Nevski (aktivna)[29]
      - Vladimir Monomah (aktivna)[30]
      - Knjaz Oleg (aktivna)[31]
      - Generalissimus Suvorov (aktivna)[32]
      - Imperator Aleksandr III (aktivna)[33]

  - 10. divizija podmornic (Viljučinsk):
    - Jurišna jedrska podmornica razreda Jasen:
      - Novosibirsk (aktivna)[34]
      - Krasnojarsk (aktivna)[35][36]

    - Jurišna jedrska podmornica razreda Antej:
      - Irkutsk (na modernizaciji)[37]
      - Čeljabinsk (na modernizaciji)[38]
      - Tver (neaktivna)[39]
      - Omsk (aktivna)[40]
      - Tomsk (aktivna)[40][41]

    - Jurišna jedrska podmornica razreda Ščuka-B (4, od tega 1 na modernizaciji, 1 v remontu in 1 v rezervi)[42][43]

## Poveljniki
| Ime                                         | Obdobje poveljevanja         |
| ------------------------------------------- | ---------------------------- |
| Igor Nikolajevič Hmelnov (admiral)          | avgust 1994–februar 1996     |
| Vladimir Ivanovič Kurojedov (viceadmiral)   | februar 1996–julij 1997      |
| Mihail Georgijevič Zaharenko (viceadmiral)  | julij 1997–julij 2001        |
| Genadij Aleksandrovič Sučkov (viceadmiral)  | julij 2001–december 2007     |
| Viktor Dmitrijevič Fjodorov (viceadmiral)   | december 2001–december 2007  |
| Konstantin Semjonovič Sidenko (viceadmiral) | 6. december 2007–3. maj 2012 |
| Sergej Josifovič Avakjanc (kontraadmiral)   | 3. maj 2012–21. april 2023   |
| Viktor Nikolajevič Liina (admiral)          | 21. april 2023–              |

## Oporišča
Osrednje oporišče Tihooceanske flote je danes zaliv Uliss v Vladivostoku. Jedrske podmornice so po drugi strani nameščene v oporišču Viljučinsk v bližini kraja Petropavlovsk-Kamčatski na Kamčatki. Nekaj korvet je nameščenih tudi v mestu Sovjetskaja Gavan.
V sovjetskem obdobju je vojna mornarica uporabljala tudi oporišče Bečevinka na Šipunskem polotoku na Kamčatki. V uporabi je bilo od 60. let do leta 1996 za podmornice Tihooceanske flote.